# Обертання ручки
Оберта́ння ру́чки або пенспінінг (англ. pen — ручка, англ. spinning — обертання) — маніпуляції звичайною або пристосованою письмовою ручкою пальцями руки. В основному фокуси з майстерним обертанням ручки практикують як форму розваги, наприклад, на лекціях у навчальних закладах.
На даний час, пенспінінг особливо розповсюджений у країнах Азії, в Китаї, Японії тощо. Мешканці цього регіону мають змогу відвідувати спеціалізовані магазини, де продаються найбільш пристосовані приладдя. Регулярно проводяться конкурси, в тому числі й міжнародні, на майстерність обертання.